# Grétar Steinsson
Grétar Steinsson est un footballeur islandais né le 9 janvier 1982 à Siglufjörður.

## Biographie
Il a commencé sa carrière au sein de l'équipe locale dans KS Siglufjörður et plus tard joué pour le ÍA Akranes avant d'aller à l'étranger pour jouer professionnellement aux BSC Young Boys. 
Le 30 juin 2007, Gareth Southgate de Middlesbrough Football Club avait admis un intérêt dans Steinsson, en disant « Il fait partie d'un certain nombre d'acteurs que nous avons regardé, mais nous n'avons pas fait d'offre, pour l'instant. » 
Le 2 juillet 2007, AZ Alkmaar a annoncé qu'ils avaient accepté une offre de 3,5 millions d'euros de Middlesbrough Football Club. Gareth Southgate le voit comme un idéal pour remplacer Stuart Parnaby, parti à Birmingham City. 
Mais après cette offre ayant été acceptée, Steinsson est revenu sur sa décision et a dit que le prix n'était pas suffisamment élevé et, ce faisant, Middlesbrough offrit 4 000 000 de livres et les négations sont en cours. En réponse, l'AZ Alkmaar a offert un nouveau contrat de quatre ans dans le but de mettre fin à l'intérêt du club en lui. Le 20 juillet 2007, il a été confirmé par Charlton Athletic qu'ils étaient convenus d'un montant de 2,5 millions de livres sterling pour le transfert de l'international anglais Luke Young à Middlesbrough Football Club. En l'absence d'autres prétendants signalés qu'il semble que les jeunes se joindront à Middlesbrough Football Club, en veillant à ce que pratiquement Steinsson ne sera pas adhéré à là-bas et va très probablement rester à l'AZ Alkmaar. On pense que Middlesbrough se sont empressés de recruter Steinsson, mais que l'AZ Alkmaar a demandé un prix trop élevé de sorte qu'ils se sont tournés vers les jeunes pour résoudre leurs problèmes d'arrière droit. Il a été recruté le 16 janvier 2008 par le club des Bolton Wanderers, mais est libéré par le club à l'issue de la saison 2011-2012 à la suite de sa relégation.
En août 2012, il signe pour deux saisons au Kayserispor.

## Palmarès
- ÍA Akranes
  - Vainqueur du Championnat d'Islande : 2001
  - Vainqueur de la Coupe d'Islande (2) : 2000, 2003
  - Vainqueur de la Coupe de la Ligue islandaise : 2003
  - Vainqueur de la Supercoupe d'Islande : 2003
- AZ Alkmaar
  - Vice-champion des Pays-Bas : 2006
  - Finaliste de la Coupe des Pays-Bas : 2007